# سندرم بیماری پس از ارگاسم
سندرم بیماری پس از ارگاسم، یک بیماری نادر در مردان است، که نشانه‌هایی از قبیل سوزش چشم‌ها، ضعف حافظه، ضعف عضلات، احساس درد در عضلات و خستگی و در برخی موارد سیاهی زیر چشم مشکلات روانی بعد از انزال ایجاد می‌کند. علایم چند روز تا یک هفته باقی می‌مانند.

## علائم
علائم ممکن است شامل ترکیبی از موارد زیر باشد: درد شدید عضلات، سردرد خفیف یا شدید، احساس ضعف، خستگی، علایم شبه آلرژی، مانند عطسه، خارش یا سوزش چشم‌ها، و احتقان بینی. دیگر علایم شامل اختلال شناختی، ناراحتی شدید، اضطراب، حساسیت به نور و صدا، سختی در یادآوری کلمات، سختی در تمرکز و ارتباط اجتماعی برقرار کردن.
علایم اندکی پس از انزال شروع می‌شود و معمولاً چند روزی ادامه می‌یابد.
خیلی از این بیماران زودانزالی همیشگی را گزارش کرده‌اند.

## تشخیص
هنوز بر سر معیارهای تشخیص این بیماری توافق نشده‌است. یک گروه پنج معیار اولیه برای تشخیص ارائه داده‌است.
- یکی یا بیشتر از علایم زیر: احساس علایم آنفلوآنزا (مانند درد عضلات، عطسه، آبریزش بینی و…)، خستگی شدید، ضعف عضلات، تب یا تعریق، کج‌خلقی، مشکلات حافظه، مشکل در تمرکز کردن، نامنسجم سخن گفتن، خارش یا سوزش چشم‌ها؛
- همهٔ علایم حداکثر تا چند ساعت بعد از انزال رخ دهد؛
- علایم همیشه یا تقریباً همیشه، برای مثال ۹۰ درصد مواقع رخ دهد؛
- بیشتر علایم ۲ تا ۷ روز برقرار است؛
- علایم خودبه‌خود از بین می‌رود.

## درمان
روش استانداردی برای درمان این بیماری وجود ندارد.
افراد مبتلا معمولاً از فعالیت جنسی پرهیز می‌کنند.